# Kalottenmodell

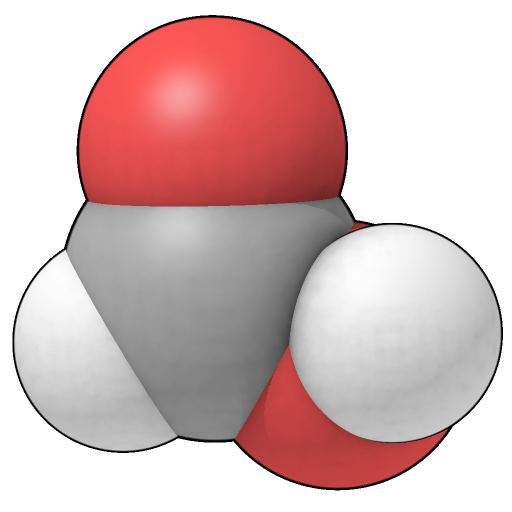
Kalottenmodell der Ameisensäure.

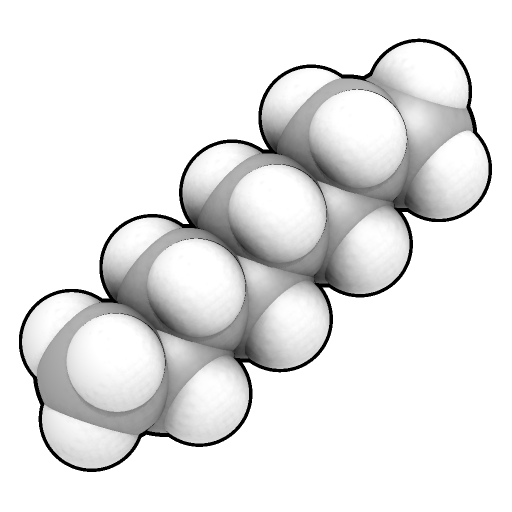
Kalottenmodell des Octans.

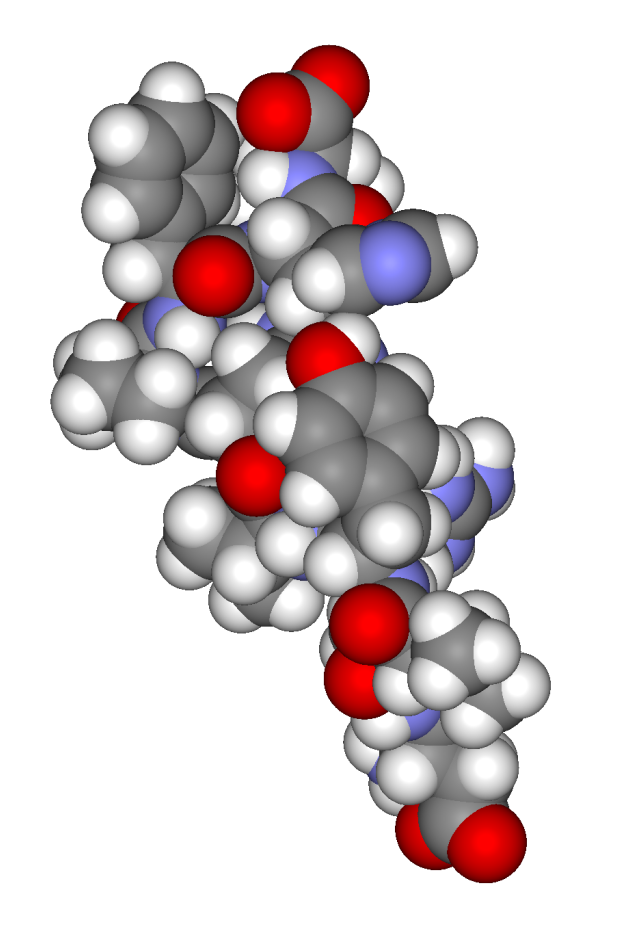
Kalottenmodell des Peptid-Hormons Angiotensin I aus experimentell ermittelten NMR-Strukturdaten..

Das Kalottenmodell gehört – wie das Stäbchenmodell und das Bändermodell – zu den räumlichen Molekülmodellen, die zur dreidimensionalen Veranschaulichung der Struktur von Molekülen dienen. 

## Beschreibung
Das 1934 vom Schweizer Physiker Herbert Arthur Stuart entwickelte Kalottenmodell ist eine Weiterentwicklung des Stäbchenmodells, mit welchem der Aufbau von Molekülen plastisch dargestellt werden kann. Die englische Fachsprache bezeichnet diese Darstellung anschaulich als „Space-filling model“ (deutsch „raumfüllendes Modell“). Dabei werden die Atome der einzelnen Elemente durch verschiedenfarbige Kugelausschnitte (Kalotten) repräsentiert. Die Relationen der Atomgrößen, Bindungswinkel und Bindungslängen entsprechen den tatsächlichen Verhältnissen. Erstere werden durch die Van-der-Waals-Radien der einzelnen Atome bestimmt. Es entsteht so ein anschauliches und (je nach Bausatz und Ausführung) bewegliches Modell des Moleküls. Die Kalottenmodelle werden bis heute von der Firma Leybold hergestellt und vertrieben. 
In den USA entwickelte J. Hirschfelder 1937 ein preisgünstigeres Kalottenmodell als jenes, das von Fisher Scientific vermarktet wurde. Anfang der 1950er Jahre entwickelten  L. Pauling und R. B. Corey ein eigenes Kalottenmodell, das von W. Koltun verbessert und als CPK-Modell bekannt wurde (Corey-Pauling-Koltun).
Die Moleküldarstellung als Kalottenmodell wird auch von vielen 3D-Strukturprogrammen unterstützt. 

### Farbgebung
Die Farbgebung der Atome erfolgt nach dem CPK-Modell.
| Atom        | Farbe   |
| ----------- | ------- |
| Wasserstoff | weiß    |
| Kohlenstoff | schwarz |
| Stickstoff  | blau    |
| Sauerstoff  | rot     |
| Phosphor    | violett |
| Schwefel    | gelb    |
| Chlor       | grün    |